# Fuerzas Armadas de la Unión Europea
Las Fuerzas Armadas de la Unión Europea comprenden las diversas fuerzas armadas nacionales de los Estados miembros, debido a que el ámbito de la defensa se ha mantenido como competencia exclusiva de los Estados. La  integración europea, sin embargo, se ha profundizado en este campo en los últimos años, con la elaboración de la Política Común de Seguridad y Defensa (PCSD) para la Política Exterior y de Seguridad Común (PESC), y más recientemente con el plan de defensa Rearmar Europa dotado con 800 000 millones de euros en cuatro años. Se ha propuesto unificar los veintisiete ejércitos nacionales en un único ejército europeo. 
Así como la creación de las distintas fuerzas conjuntas en torno a la defensa de la Unión Europea. Una serie de operaciones militares de la PCSD han sido desplegadas en los últimos años bajo el mando operativo del Estado Mayor de la Unión Europea. El Tratado de Lisboa extendió la disposición a la cooperación reforzada para que estuviera disponible para su aplicación en el ámbito de la defensa. Este mecanismo permite que un número mínimo de Estados miembros pueda profundizar la integración en el marco institucional de la Unión Europea, sin la necesidad de la participación de los Estados reticentes. 

## Gasto militar en la Unión
|    | Estado       | Millones € | % de PIB |
| -- | ------------ | ---------- | -------- |
| 1  | Francia      | 54 152     | 2,29 %   |
| 2  | Alemania     | 41 261     | 1,23 %   |
| 3  | Italia       | 23 537     | 1,33 %   |
| 4  | España       | 15 305     | 1.23 %   |
| 5  | Países Bajos | 9609       | 1,24 %   |
| 6  | Polonia      | 6392       | 1.81 %   |
| 7  | Grecia       | 7065       | 3,86 %   |
| 8  | Suecia       | 4265       | 1.23 %   |
| 9  | Bélgica      | 4254       | 0,93 %   |
| 11 | Portugal     | 3635       | 1,78 %   |
| 10 | Dinamarca    | 3493       | 1.32 %   |
| 12 | Finlandia    | 2707       | 1.50 %   |
| 13 | Austria      | 2430       | 0.86 %   |
| 14 | Chequia      | 2016       | 1.39 %   |
| 15 | Rumanía      | 1575       | 1.29 %   |
| 16 | Hungría      | 1022       | 1.04 %   |
| 17 | Irlanda      | 911        | 0.59 %   |
| 18 | Eslovaquia   | 853        | 1.29 %   |
| 19 | Bulgaria     | 629        | 1.74 %   |
| 20 | Eslovenia    | 583        | 1.62 %   |
| 21 | Chipre       | 361        | 2.06 %   |
| 22 | Estonia      | 249        | 1.72 %   |
| 23 | Lituania     | 246        | 0.90 %   |
| 24 | Luxemburgo   | 201        | 0.48 %   |
| 25 | Letonia      | 194        | 1.08 %   |
| 26 | Malta        | 44         | 0.71 %   |

## Un ejército europeo

### Hipotética o utópica creación de un ejército europeo
La discusión y creación de unas fuerzas armadas europeas ha sido siempre un tema de difícil discusión, principalmente, por la posible reticencia de los Estados a ceder o compartir una parte muy importante de la soberanía nacional, la militar. A pesar de los avances hechos en Política Europea de Seguridad y Defensa, sigue sin existir un ejército puramente europeo. Esto serían, unas fuerzas armadas dirigidas y financiadas por la Unión Europea, que actuarían con un mando operativo (Estado Mayor de la Unión Europea) y bajo las directrices de las instituciones europeas (posiblemente del Consejo con la supervisión del Parlamento Europeo).[¿según quién?]
El porqué de un ejército europeo:
Los federalistas europeos y algunos europeístas apoyan su creación. Según estos movimientos, Europa debería poseer su propio ejército para aprovechar la oportunidad de aumentar el valor añadido en su defensa y, sobre todo, garantizar la autonomía estratégica de la Unión Europea respecto actores externos como la OTAN o Estados Unidos, de los cuales la Unión depende en algunos aspectos (como la disuasión frente a Rusia, potencial agresor y desestabilizador). Esta dependencia, considerada negativa, provoca que la Unión pierda soberanía y en consecuencia, siga las decisiones que toma Estados Unidos sobre cuestiones militares internacionales (como la evacuación de Afganistán de 2021). Por otro lado, además de permitir una gran reducción y eficiencia de gastos en defensa, mediante la puesta en común de consumos militares y el reforzamiento de la interoperabilidad.

### Fuerza de disuasión nuclear europea[11][12]
En febrero de 2020 el presidente francés Emmanuel Macron, en la Conferencia de Seguridad de Múnich, ofreció un «diálogo estratégico» con Alemania y el resto de la Unión Europea sobre la fuerza de disuasión nuclear francesa, en un contexto de reciente salida del Reino Unido de la Unión Europea (era junto a Francia los dos Estados miembros que tenían armas nucleares) y la nueva clara mirada de Estados Unidos hacia el Pacífico y China, que se traducía en una paulatina retirada de las fuerzas estadounidenses en Europa y en donde un años antes el presidente francés calificó la situación de la OTAN como en «muerte cerebral». En febrero de 2022, con la invasión rusa de Ucrania, la idea de tener un segundo paraguas nuclear junto al estadounidense reaviva la idea. En febrero de 2024, a dos años de la guerra en Ucrania, el expresidente estadounidense Donald Trump dijo que si volvía a ser presidente, no protegería a los países de la OTAN que no contribuyesen con un 2 % del gasto en defensa, incluso «animaría» a Vladímir Putin a que siguiera invadiendo países europeos. Esas declaraciones causaron polémica en Europa, tras lo cual varios políticos europeos volvieron a abrir el debate de «europeizar» la fuerza de disuasión nuclear francesa. Tal idea tiene algunos aspectos que impedirían la creación de tal fuerza, ya que primero se necesitarían una fuerzas militares propias de la Unión Europea (un ejército europeo), que actualmente, ni en el medio y largo plazo se prevén crear.

### Posición escéptica de la OTAN
La existencia de la OTAN desde 1949, como garante de la protección de Europa por parte de Estados Unidos ha hecho que varios Estados de la Unión Europea no muestren interés en la creación de un ejército europeo. Aunque, como se ha expuesto antes en la sección de la fuerza de disuasión nuclear europea, tras la invasión rusa de Ucrania y las declaraciones de Donald Trump, los Estados de la Unión Europea han comenzado ha invertir más en su seguridad, y debatiendo como la Unión Europea podría defenderse sin el apoyo de Estados Unidos en un futuro. La OTAN por su parte ha tomado una posición más escéptica ante un papel mayor de la Unión Europea en la defensa, advirtiendo a los miembros de evitar duplicidades y de repartir mejor las cargas entre Norteamérica y Europa. La OTAN incluye veintitrés de los veintisiete Estados de la Unión Europea, así como países no europeos: Estados Unidos y Canadá.

### Consejo de Seguridad de la ONU
Se cree[¿quién?] que si la Unión Europea tuviera sus propias fuerzas armadas, permitiría a ésta acceder a un asiento permanente con poder de veto en el Consejo de Seguridad de la ONU,[¿cuándo?] órgano que tiene la potestad para aprobar resoluciones vinculantes en el ámbito de la seguridad en las Naciones Unidas.
La canciller alemana Angela Merkel destacó en 2017 la necesidad de crear un ejército europeo manifestando que desde el punto de vista de algunos de los socios de la Unión Europea no existe una «garantía eterna» para la cooperación militar con los europeos.

## Grupos de combate
Los Grupos de combate de la Unión Europea es un proyecto enmarcado en el contexto de la Política Europea de Seguridad y Defensa que pretende la creación de varias unidades de despliegue rápido para intervenciones internacionales y misiones próximas a un escenario de guerra. De forma confusa estos grupos de combate van a desarrollarse más rápidamente que la Fuerza de Reacción Rápida Europea.
Los Estados grandes normalmente contribuirán con sus propios grupos de combate, mientras que los más pequeños tienen previsto crear grupos comunes. Los quince grupos de batalla planeados se compondrán de tropas de las siguientes nacionalidades:
- Grupo de combate Nórdico — Suecia, Finlandia, Estonia y Noruega[19]
- Francia
- Francia, Alemania, Bélgica, Luxemburgo y España
- Francia y Bélgica
- Alemania, los Países Bajos y Finlandia
- Alemania, República Checa y Austria
- República Checa y Eslovaquia[20]
- Polonia, Alemania, Eslovaquia, Letonia y Lituania
- Italia
- Grupo de combate Anfibio Hispano-italiano — Italia, España, Grecia y Portugal
- Italia, Hungría y Eslovenia
- España
- Grupo de combate Balcánico — Grecia, Bulgaria, Chipre y Rumanía[21]

Los siguientes países han ofrecido también apoyo a los Grupos de Combate de la UE:
- Chipre (grupo médico)
- Lituania (una unidad para la purificación del agua)
- Grecia (Athens Sealift Co-ordination Centre)
- Francia (estructura para los cuarteles generales multinacionales y desplegables)

## Autonomía estratégica
Genéricamente el concepto de autonomía estratégica se vincula a las capacidades indispensables para llevar a cabo acciones militares autónomas. Específicamente, el concepto cuenta con tres dimensiones: política (estrategia), operativa (capacidades) o industrial (equipos). Su implementación obliga a redefinir el concepto de soberanía de cada Estado miembro de la UE, ya que, debido a la pérdida capacidad militar para garantizar su soberanía individualmente, los gobiernos deben evaluar qué partes de su defensa se europeízan y el nivel de especialización al que optan.
Este enfoque ha ganado terreno tras el Brexit mientras la UE buscaba una respuesta a la relativa crisis del multilateralismo, la creciente competencia entre China y Estados Unidos, el potencial agitador de Rusia y los diversos conflictos latentes en la vecindad de la UE. Así, la retirada de tropas estadounidenses de Afganistán en el verano de 2021 sirvió para que la UE reafirmara sus pretensiones para el fortalecimiento de su defensa ya que parte de los líderes europeos consideraron que el incidente —la Unión se opuso no solo a la retirada, sino también a la forma en que se hizo— era una señal de que Estados Unidos estaba regresando al aislacionismo y volviéndose menos confiable. En consecuencia, el Discurso sobre el estado de la Unión pronunciado en septiembre de 2021 por Von der Leyen, planteó varios planes de coordinación entre los miembros de la UE y propuestas sobre cooperación global. «Estamos entrando en una nueva era de hipercompetitividad», dijo, y sugirió que Europa se convierta en «un jugador global más activo».
Ya en su Libro Blanco sobre la Defensa de junio de 2017, la Comisión Europea amplió su enfoque industrial de la autonomía a otros aspectos asociados con la regulación de las inversiones estratégicas extranjeras, la cantidad del gasto de defensa y proporcionar una mejor relación calidad-precio a través de adquisiciones multinacionales y la reducción de la dependencia europea de terceros países para componentes clave. Y es que solamente algunos Estados de la UE disponen de criterios propios de autonomía estratégica que puedan aplicar a nivel comunitario. Es así que el gobierno de Francia ha considerado que las autonomías estratégicas nacional y europea, se refuerzan mutuamente en la medida en que aumentan sus posibilidades de actuación. Además el sentido de autonomía está más arraigado en Francia que en otros Estados ya que este país —en tanto que potencia nuclear— precisa de una libertad de acción amplia y dispone de un sector industrial bajo control público.
Mientras tanto se ha puesto en marcha la llamada Capacidad Militar de Planificación y Ejecución (CMPE), que se aprobó en junio de 2017. Los Estados miembros desbloquearon la creación de este cuartel en Bruselas que planifica y ejecuta las misiones militares no ejecutivas. Este embrión de cuartel militar permanente de la UE asumió el mando de las misiones de formación militar de la Unión en África Central, Mali y Somalia.
Por su parte, en el ámbito industrial, el objetivo del gobierno alemán es preservar sus tecnologías críticas nacionales y aumentarlas mediante la cooperación europea al respecto. Sin embargo, en la progresiva construcción de la autonomía estratégica, el contexto geopolítico y la “crisis existencial” de la UE han favorecido iniciativas bilaterales de carácter militar en el eje franco-alemán. En consecuencia, estos países ven necesario aumentar la autonomía estratégica de la UE porque complementa –no sustituye– a su propia capacidad nacional. Además, como resultado del Brexit, el Reino Unido ha dejado de obstaculizar la puesta en marcha de la política de defensa europea. Sin embargo las relaciones estratégicas e industriales que Alemania y Francia mantienen bilateralmente con dicho país podrían permitir al Reino Unido continuar estando presente en la defensa europea.

## La Brújula Estratégica
| La Brújula Estratégica indica las cuatro direcciones en las que se debería avanzar |  |                      |
| \| Resiliencia \| Resiliencia \| Resiliencia \| \| Gestión de crisis \| \| Capacidad de defensa \| \| Asociaciones con aliados \| Asociaciones con aliados \| Asociaciones con aliados \| \| ------------------------ \| ------------------------ \| ------------------------ \| |  |                      |
| Resiliencia |  |                      |
| Gestión de crisis |  | Capacidad de defensa |
| Asociaciones con aliados |  |                      |

En junio de 2020, los ministros de defensa de la UE acordaron desarrollar un documento denominado Brújula Estratégica para definir los objetivos de la organización en cuanto a la política de seguridad y defensa. El primer borrador del texto, presentado en noviembre de 2021, se basaba en un «análisis de amenazas» que fue realizado partiendo de información suministrada por los diferentes servicios de inteligencia de los Estados miembros de la UE en el marco del diálogo estructurado con las instituciones de la UE y varios expertos. Así, entre febrero y marzo se sucedieron diferentes versiones del texto tomando en cuenta las medidas en materia de defensa presentadas por la Comisión Europea a mediados de febrero. Adicionalmente varios acontecimientos internacionales —en particular la invasión rusa de Ucrania— afectaron el acuerdo final  aprobado por los líderes europeos en marzo.
La Brújula Estratégica no sustituirá a la Estrategia Global de la UE (EGUE) —presentada en 2017 por Federica Mogherini, entonces Alta Representante de la Unión para Asuntos Exteriores y Política de Seguridad— que establece las prioridades generales de la política exterior de la Unión. En cambio, se supone que es una estrategia de "rango medio", que traduce las prioridades de la UE en objetivos tangibles y define qué capacidades debe desarrollar la Unión. La Brújula también tiene como objetivo fomentar una "cultura estratégica" europea común, impulsando a los Estados miembros hacia un entendimiento común de las amenazas clave para la UE y cómo contrarrestarlas juntos.
En consonancia, se ha debatido la cuestión del uso de la cláusula de defensa mutua (artículo 42, apartado 7, del TUE) que establece que si un Estado miembro es víctima de agresión armada en su territorio, el resto de Estados tienen la obligación de ayudar y asistir a través de todos los medios a su alcance. Para Alemania, no obstante, también sería necesario lanzar una europeización de la "disuasión nuclear" de Francia y de su lugar en el Consejo de Seguridad de las Naciones Unidas.

## Fuerzas y operaciones conjuntas de la Unión Europea

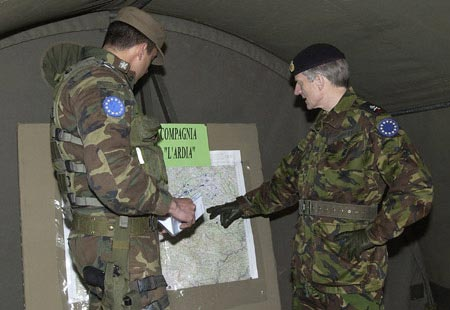
Efectivos del EUFOR.

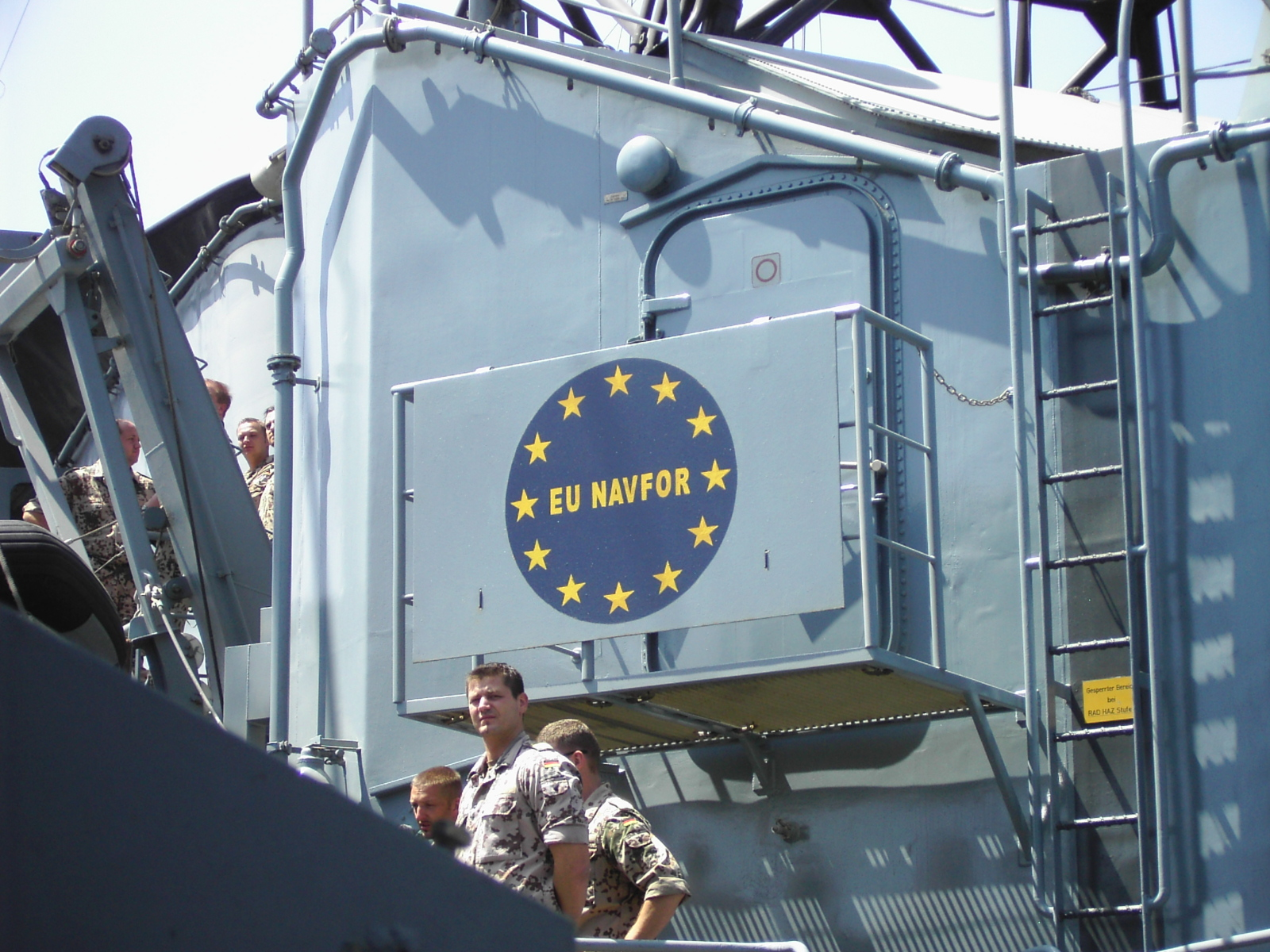
Escarapela de la Fuerza Naval de la UE (EU NAVFOR) de un buque de guerra alemán en la Operación Atalanta.

Operaciones civiles actuales (2023):
(Lista completa en la web oficial:)
- EUTM Malí
- EUAM Irak
- EUAM RCA - República Centroafricana
- EUAM Ucrania (Seguridad civil)
- EUBAM Libia
- EUBAM Rafah
- EUCAP Sahel Malí
- EUCAP Sahel Níger
- EUCAP Somalia
- EULEX Kosovo
- EUM Armenia
- EUMM Georgia
- EUPOL COPPS/Territorios palestinos
- MPUE Moldavia

Fuerzas y operaciones militares actuales (2023):
- Fuerza Marítima Europea (EUROMARFOR)
- Operación Atalanta (EU NAVFOR Somalia)
- Misión de Asistencia Militar UE (EUMAM UA Ucrania)[44]
- EUFOR ALTHEA
- EUMPM Níger
- EUNAVFOR MED IRINI
- MUE Mozambique
- MUE República Centroafricana
- EUTM Somalia

### Flotas de las Armadas de la Unión
| Estado       | Submarino | Destructor | Fragata | Corbeta | Portaaviones, LHA o LHD | LPD | Barco Lanzamisiles | Buscaminas | Bote Patrulla |
| ------------ | --------- | ---------- | ------- | ------- | ----------------------- | --- | ------------------ | ---------- | ------------- |
| Francia      | 10        | 4          | 12      | 9       | 1 y 3 LHD               | 4   |                    | 11         | 17            |
| Alemania     | 4         |            | 15      | 5       |                         |     | 10                 | 20         |               |
| Italia       | 6         | 4          | 8       | 8       | 2 LHA y 1 LHD           | 3   |                    | 12         | 14            |
| España       | 3         |            | 11      | 6       | 1 LHD                   | 3   |                    | 6          | 28            |
| Grecia       | 8         |            | 14      |         |                         |     | 17                 | 9          | 16            |
| Polonia      | 5         |            | 2       | 3       |                         |     | 4                  | 19         |               |
| Rumanía      |           |            | 3       | 7       |                         |     | 6                  | 5          | 8             |
| Países Bajos | 4         | 4          | 2       |         |                         | 2   |                    | 10         |               |
| Portugal     | 2         |            | 5       | 7       |                         |     |                    |            | 22            |
| Bélgica      |           |            | 2       |         |                         |     |                    | 6          | 1             |
| Finlandia    |           |            |         |         |                         |     | 8                  | 19         | 2             |
| Bulgaria     | 1         |            | 4       | 3       |                         |     | 3                  | 5          |               |
| Dinamarca    |           |            | 6       |         |                         |     | 5                  |            | 6             |
| Suecia       | 5         |            |         | 11      |                         |     |                    | 11         | 13            |
| Irlanda      |           |            |         |         |                         |     |                    |            | 8             |
| Lituania     |           |            |         |         |                         |     | 4                  | 4          |               |
| Eslovenia    |           |            |         |         |                         |     |                    |            | 2             |
| Letonia      |           |            |         |         |                         |     |                    | 4          | 4             |
| Estonia      |           |            | 1       |         |                         |     |                    | 3          | 2             |
| Malta        |           |            |         |         |                         |     |                    |            | 8             |
| TOTAL        | 48        | 12         | 85      | 59      | 8                       | 12  | 57                 | 144        | 151           |